# Скотарська сільська рада
| Скотарська сільська рада — колишній орган місцевого самоврядування у Воловецькому районі Закарпатської області з адміністративним центром у с. Скотарське. Сільській раді підпорядковані населені пункти: - с. Скотарське |

## Склад ради
Рада складається з 16 депутатів та голови.

## Керівний склад сільської ради
| ПІБ                        | Основні відомості                                                 | Дата обрання | Дата звільнення |
| -------------------------- | ----------------------------------------------------------------- | ------------ | --------------- |
| Фуцур Василь Васильович    | Сільський голова, 1957 року народження, освіта, безпартійний      | 26.03.2006   | 31.10.2010      |
| Семан Володимир Степанович | Сільський голова, 1961 року народження, освіта вища, безпартійний | 31.10.2010   |                 |

Примітка: таблиця складена за даними джерела

## Населення
Згідно з переписом УРСР 1989 року чисельність наявного населення сільської ради становила 1527 осіб, з яких 769 чоловіків та 758 жінок.
За переписом населення України 2001 року в сільській раді мешкали 1362 особи.

### Мова
Розподіл населення за рідною мовою за даними перепису 2001 року:
| Мова       | Відсоток |
| ---------- | -------- |
| українська | 99,50 %  |
| російська  | 0,50 %   |